# Cochin-Juden

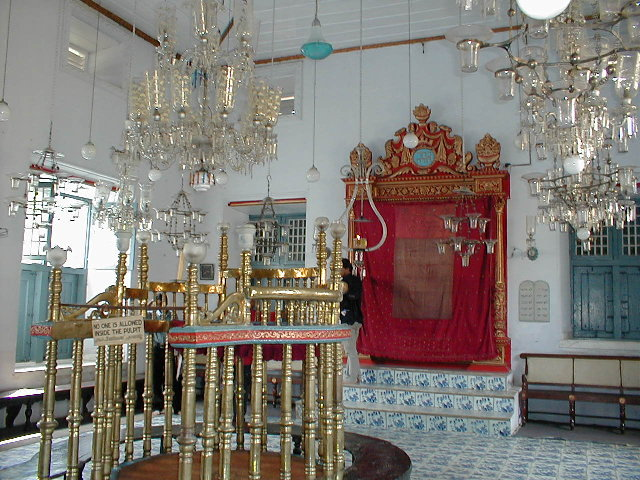
Paradesi-Synagoge in Kochi

Cochin-Juden (auch Malabar-Juden) ist die Bezeichnung für die Juden der südindischen Malabarküste, insbesondere der Hafenstadt Kochi (vormals Cochin), und deren Nachkommen. Fast alle Cochin-Juden sind nach Israel emigriert.
Infolge mehrerer Einwanderungswellen bildeten sich drei verschiedene Gruppen heraus, die nach ihrer Herkunft als „Malabari-Juden“, „Paradesi-Juden“ und „Meshuhrarim“, zuweilen aber auch nach ihrer Hautfarbe als „Schwarze“, „Weiße“ und „Braune Juden“ bezeichnet werden. Prägend war die strikte Abgrenzung der Gruppen untereinander, ähnlich wie im hinduistischen Kastensystem.

## Einwanderung

### Malabari-Juden
Die Einwanderung erfolgte in mehreren Wellen. Als „Malabari-Juden“ werden die Nachkommen der ersten jüdischen Einwanderer bezeichnet, die auf Grund der Vermischung mit der einheimischen Bevölkerung eine ähnlich dunkle Hautfarbe haben. Sie werden gelegentlich „Schwarze Juden“ genannt, sie selbst nennen sich auch „Meyuhassim“ (hebräisch: „privilegiert“). Etwa 85 Prozent aller Cochin-Juden sind Malabari-Juden. In Kerala gibt es heute keine Malabari-Juden mehr, die letzten wanderten 1972 nach Israel aus. Sie sprachen traditionell einen mit zahlreichen hebräischen Lehnwörtern durchsetzten Dialekt des Malayalam. Die in Israel lebenden Malabari-Juden sprechen heute überwiegend Hebräisch; das Malayalam ist stark im Rückgang begriffen.

### Paradesi-Juden
Die „Paradesi“- oder „Pardesi-Juden“ (Malayalam: „Fremder“), auch als „Weiße Juden“ bezeichnet, sind die Nachfahren der ab dem 16. Jahrhundert vor allem aus Spanien und Portugal, aber auch anderen europäischen sowie nahöstlichen Ländern eingewanderten Juden und machen heute rund 14 Prozent aller Cochin-Juden aus. Sie folgen hauptsächlich dem sephardischen Ritus. Elemente des aschkenasischen Ritus sind selten.

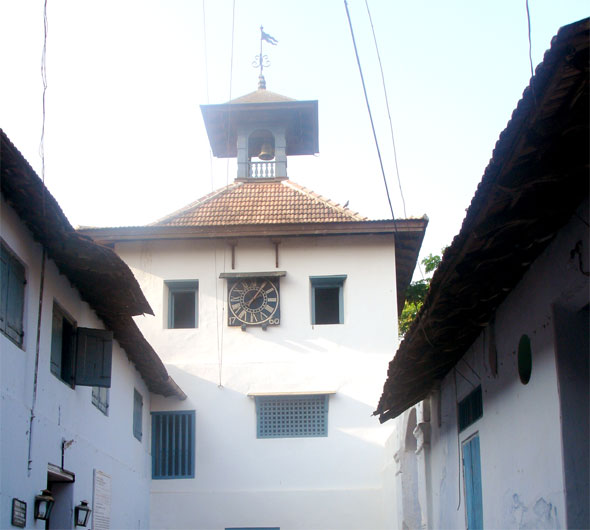
Turm der Paradesi-Synagoge in Kochi

Ungewöhnlich war die lange Zeit vorherrschende strikte Abgrenzung der Paradesi- von den Malabari-Juden, die nicht an den Gottesdiensten der Paradesi-Synagogen teilnehmen durften. Mischehen zwischen beiden Gruppen waren unerwünscht. Erst als die Zahl der nach 1948 in Cochin verbliebenen Juden immer mehr abnahm, grenzten sich die Paradesi-Juden weniger ab.

### Meshuhrarim
Die Meshuhrarim oder „braunen Juden“ waren ursprünglich Sklaven reicher Paradesi- und Malabari-Kaufleute und wurden von jenen zum Judentum bekehrt (Proselytismus). Sie machen allerdings weniger als 1 Prozent aller Cochin-Juden aus. Ihre Eigenbezeichnung lautet Meshuhrarim, was im Hebräischen so viel wie „Befreite“ heißt. Obwohl ihre Bräuche denen der „weißen“ Juden entsprechen, durften sie bis in die Mitte des 20. Jahrhunderts nicht die Bänke in deren Synagogen benutzen. Auch Mischehen mit „weißen“ Juden waren unerwünscht.

## Geschichte
Über die Herkunft der ersten Juden der Malabarküste herrscht Unklarheit. Einer Legende zufolge sollen sie schon im 10. Jahrhundert v. Chr. mit König Salomos Handelsflotte dort gelandet sein. Tatsächlich bestanden wohl Handelsbeziehungen zwischen dem Reich Salomos und der Malabarküste. Andere Theorien besagen, dass die ersten Juden nach der Eroberung Judäas durch die Babylonier im Jahre 586 v. Chr. nach Südindien kamen, oder dass das kleine Volk der Todas, das in den Bergen der Nilgiris lebt, einer der Zehn Verlorenen Stämme Israels sei. Die meisten Cochin-Juden vertreten die Ansicht, ihre Vorfahren seien nach der Zerstörung des Tempels in Jerusalem 70 n. Chr. eingewandert. Unter Historikern gilt heute die Annahme, dass sie erst im frühen Mittelalter aus dem Jemen und dem Irak einwanderten, als am wahrscheinlichsten, aber genau rekonstruieren lässt sich der Zeitpunkt ihrer Ankunft heute nicht mehr.
Der erste Beleg für die Existenz einer jüdischen Gemeinde ist eine in alt-tamilischer Sprache verfasste Charta auf zwei Kupferplatten, die heute in der Paradesi-Synagoge in Kochi aufbewahrt werden. Sie bestätigt, dass dem jüdischen Kaufmann Joseph Rabban das Dorf Anjuvannam nahe Kodungallur mitsamt den Steuereinnahmen überlassen wurde und dass dieser, neben einigen anderen Privilegien, auch eine Sänfte und einen Sonnenschirm besitzen dürfe, was damals eigentlich den Herrschern vorbehalten war. Damit wurde die Entstehung eines jüdischen Kleinststaates erlaubt. Uneinigkeit besteht jedoch über den Verfasser und damit über das Alter der Charta. Verschiedene Historiker setzen den Entstehungszeitraum der Kupferplatten zwischen dem 4. und 10. Jahrhundert an. Den meisten gilt heute aber der Hindu-Herrscher Bhaskara Ravi Varma (962–1020) als Urheber.
Reisende des 12. Jahrhunderts, unter ihnen der spanische Rabbiner Benjamin von Tudela, berichteten wiederholt von den Juden der Malabarküste. Bis zur Ankunft der Portugiesen lebten sie dort friedlich und vermischten sich mit den einheimischen Hindus, Muslimen und Christen. Im 14. Jahrhundert führte ein Streit zweier Brüder um die Krone des kleinen jüdischen Reiches zur Enteignung der Juden durch die Fürsten der umliegenden Reiche. Die beiden Brüder zogen 1341 mit ihren Anhängern nach Cochin (heute Kochi) und begründeten dort die erste jüdische Gemeinde sowie bald darauf die Kochangadi-Synagoge.

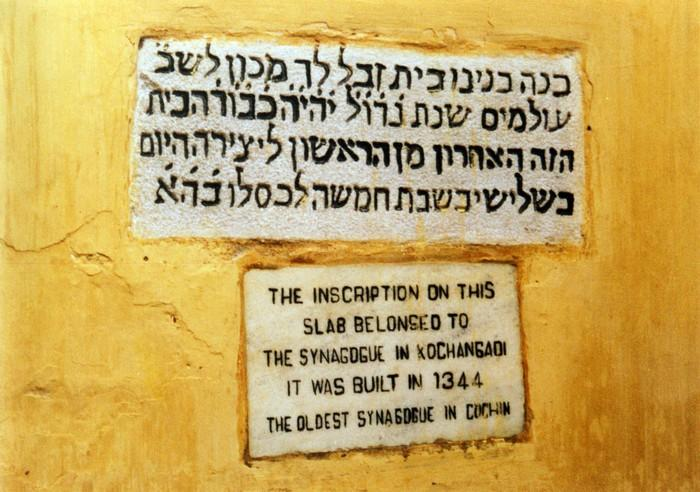
Dieses Schild an der Synagoge von Mattancherry in Kochi erinnert an die heute nicht mehr bestehende Kochangadi-Synagoge, die erste der Stadt.

Mit der Unterstützung des Zamorins von Calicut (heute Kozhikode) griffen Araber 1524 die Stadt Cranganore (heute Kodungallur) – bis dahin das jüdische Zentrum der Malabarküste – unter dem Vorwand, die Malabar-Juden hätten das arabische Gewürzmonopol brechen wollen, an und zerstörten die Stadt nahezu vollständig. Fast alle Juden flohen daraufhin nach Cochin unter den Schutz des dortigen hinduistischen Herrschers. 40 Jahre nach der Zerstörung Cranganores verließen auch die letzten den Ort gen Cochin.
Zu dieser Zeit entstand das jüdische Viertel in dem Stadtteil Mattancherry. Dazu kam im 16. Jahrhundert eine Einwanderungswelle von ursprünglich aus Spanien und Portugal vertriebenen Sepharden. Diese von der einheimischen Bevölkerung als „Weiße Juden“ bezeichneten Einwanderer kapselten sich jedoch mehr ab als die „Schwarzen Juden“. Gemischte Ehen wurden meist missbilligt. Als Cochin unter portugiesische Herrschaft geriet, hatte die dort ansässige jüdische Bevölkerung unter der religiösen Intoleranz der Kolonialherren zu leiden. Ohne den Schutz des lokalen Herrschers hätte sie den portugiesischen Repressalien wohl nicht standhalten können. Nach der Unterstützung der jüdischen Bevölkerung für einen niederländischen Eroberungsversuch 1662 wurde ihre Synagoge in Mattancherry zerstört, zwei Jahre später von den toleranteren Niederländern aber wieder aufgebaut. Letztere brachten sogar Torarollen und Gebetbücher aus Europa. Während der fast 125-jährigen holländischen Herrschaft bestanden enge Beziehungen zur jüdischen Gemeinde Amsterdams. 1686 entsandte diese eine Delegation nach Cochin, deren Leiter, der Sepharde Moses Pereira da Paiva, von 465 Malabar-Juden und neun Synagogen (davon drei in Cochin) berichtete. Rund ein Jahrhundert später war die Gemeinde, dem niederländischen Gouverneur Moens zufolge, bereits auf etwa 2000 Mitglieder gewachsen, was auch auf weitere Zuwanderer aus dem Nahen Osten zurückzuführen war. Auch unter britischer Herrschaft (ab 1795) konnte sich die Gemeinde weiterhin frei entfalten.
Mit einem 1901 verfassten Brief an Theodor Herzl bekundeten die Cochin-Juden ihre Zustimmung zur aufkommenden zionistischen Bewegung Herzls. 1923 wurde die erste zionistische Vereinigung Cochins gegründet.
Nach der Unabhängigkeit Israels 1948 wanderten fast alle Cochin-Juden dorthin aus. Betrug die jüdische Bevölkerung Anfang der 1940er Jahre in ganz Kerala noch etwa 3000, so war sie mit der Entstehung Israels innerhalb weniger Jahre auf weniger als 100 geschrumpft. Die Besonderheiten der jüdischen Gemeinde von Kochi thematisiert u. a. Salman Rushdies Roman Des Mauren letzter Seufzer.

## Cochin-Juden heute
Anfang der 2000er Jahre lebten nur noch etwa 20, zumeist ältere weiße Juden in Kochi (dem ehemaligen Cochin), der einzigen Stadt Keralas, die überhaupt noch eine jüdische Gemeinde besitzt. Die Mitglieder der Gemeinden von Ernakulam, Aluva und Parur emigrierten allesamt nach Israel. Von den ursprünglich drei Synagogen Kochis ist heute nur noch die Paradesi-Synagoge von Mattancherry in Betrieb. Von 2001 bis 2006 wurde der Uhrenturm der Synagoge, finanziert vom World Monuments Fund, New York,  komplett renoviert.

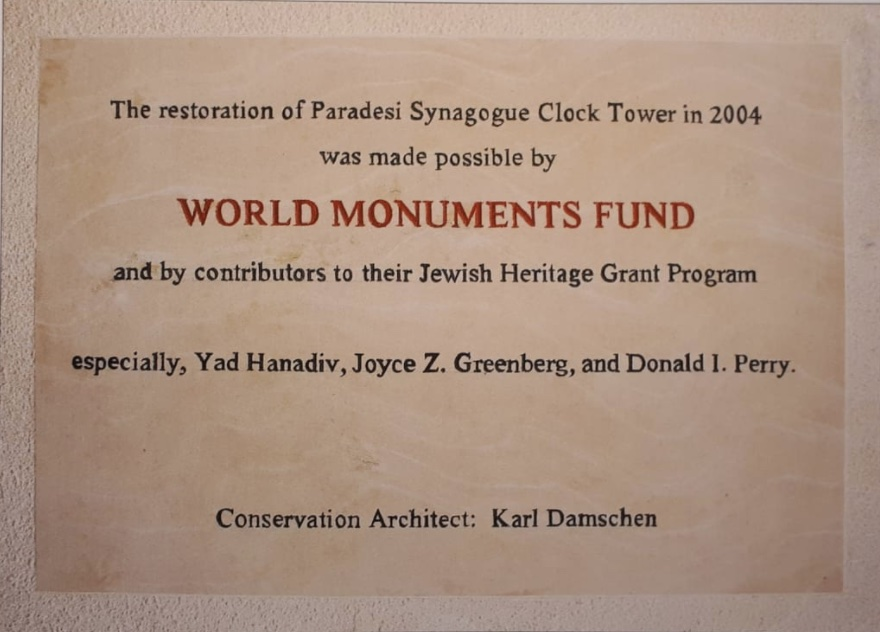
Plakette in der Paradesi-Synagoge

Da die kleine Gemeinde aber schon seit langem keinen Rabbiner mehr hat, werden die religiösen Zeremonien von den Gemeindeältesten durchgeführt. Oftmals werden Gottesdienste nur durchgeführt, wenn die erforderliche Zahl an Gläubigen durch die Anwesenheit jüdischer Touristen erreicht wird. Im Februar 2021 lebte nur noch eine jüdische Frau in Kochi.
Die Zahl der in Israel lebenden Cochin-Juden beträgt schätzungsweise 5000, daneben gibt es kleine Gruppen in den USA und Großbritannien.

## Besonderheiten
Durch jahrhundertelange Kontakte mit anderen an der Malabarküste verbreiteten Religionen haben sich einige Besonderheiten herausgebildet. So ziehen die Gläubigen vor dem Besuch der Synagoge ihre Schuhe aus, wie es bei Hindus und Muslimen üblich ist. In den Synagogen hängen, in Anlehnung an hinduistische Traditionen, bunte Öllampen von der Decke. Andere besondere Bräuche sind das Tragen von Kleidern einer festgelegten Farbe zu bestimmten Festen sowie das Verteilen von mit Myrte aromatisierten Weintrauben an Festtagen.